# عيسو (نبيل مجري)
عيسو (بالهنغارية: Ézsau) كان سيّدًا في مملكة المجر، وشغل منصب القاضي الملكي بين عامي 1197 و 1198 في عهد إمريك ملك المجر.
وفقًا للمؤرخ أتيلا زولدوس، فهو ليس مطابقًا لشخصيته المعاصرة ، الذي عمل كقاضي بالاطينات في المجر في نفس الوقت، من عام 1197 إلى عام 1198. كما شغل القاضي الملكي عيسو منصب اسبان مقاطعة كساناد بين عامي 1197 و1198. علاوة على ذلك، تشير المواثيق غير الموثوقة أيضًا إلى أن عيسو كان بالفعل قاضيًا ملكيًا منذ عام 1193-1195، وهي البيانات التي لا تتعارض مع المصادر الموثوقة.